# Бранс (Тарн)
Бранс (фр. и окс. Brens) — коммуна во Франции, находится в регионе Юг — Пиренеи. Департамент — Тарн. Входит в состав кантона Гайак. Округ коммуны — Альби.
Код INSEE коммуны — 81038.

## География

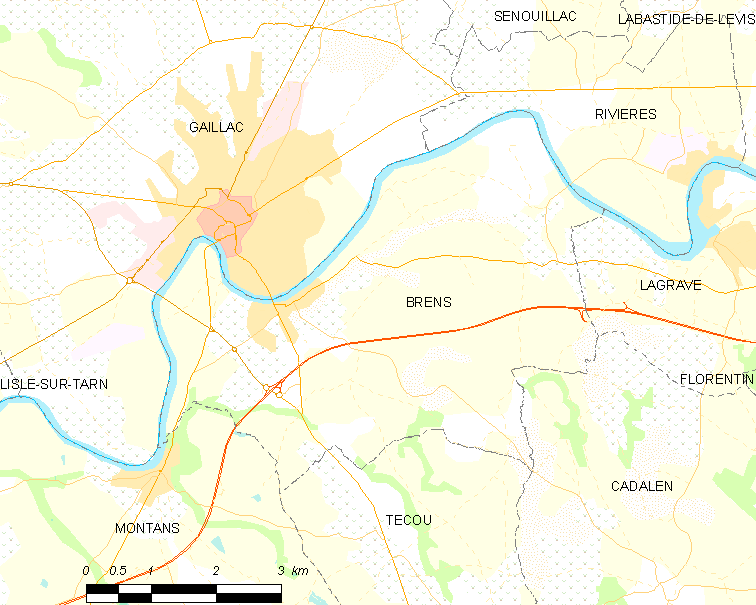
Карта коммуны

Коммуна расположена приблизительно в 560 км к югу от Парижа, в 50 км северо-восточнее Тулузы, в 20 км к западу от Альби.
На севере коммуны протекает река Тарн.

## Климат
Климат умеренно-океанический. Зима мягкая и дождливая, лето жаркое с частыми грозами. Ветры довольно редки.

## Население
Население коммуны на 2010 год составляло 2178 человек.
| 1962 | 1968 | 1975 | 1982 | 1990 | 1999 | 2010 |
| ---- | ---- | ---- | ---- | ---- | ---- | ---- |
| 1087 | 1274 | 1417 | 1394 | 1364 | 1599 | 2178 |

## Экономика
В 2007 году среди 1292 человек в трудоспособном возрасте (15—64 лет) 894 были экономически активными, 398 — неактивными (показатель активности — 69,2 %, в 1999 году было 68,6 %). Из 894 активных работали 809 человек (434 мужчины и 375 женщин), безработных было 85 (32 мужчины и 53 женщины). Среди 398 неактивных 156 человек были учениками или студентами, 130 — пенсионерами, 112 были неактивными по другим причинам.